# Alfredo Obberti
Alfredo Domingo Obberti (Buenos Aires, 12 de agosto de 1945 – Rosário, 5 de julho de 2021) foi um futebolista argentino que atuou no Grêmio entre 1972-1974.
Na década de 1960, jogou no Huracán, no Colón de Santa Fe e no Los Andes, este último pelo qual foi artilheiro do Campeonato Metropolitano de 1968 com treze gols.
Em 1970, já no Newell's Olds Boys, retornou a ser o artilheiro em seu país com dez gols, sendo então vendido ao Grêmio.
No clube brasileiro, fez 105 jogos e 35 gols entre os anos de 1972 e 1974, tornando-se o maior artilheiro estrangeiro no Grêmio até ser superado pelo também argentino Hernán Barcos, em 2014.
Em 1974, voltou ao Newell's Olds Boys, quando o clube conquistou o seu primeiro título profissional na história.
Obberti morreu em 5 de julho de 2021, aos 75 anos de idade, em Rosário.